# Spartan Stadium (San Jose)
Spartan Stadium este un stadion aflat în San Jose, California, Statele Unite. Stadionul are utilizări multiple, însă este folosit în principal pentru fotbal. A fost inaugurat în 1933 și are o capacitate de 30 456 persoane.

## Istoric

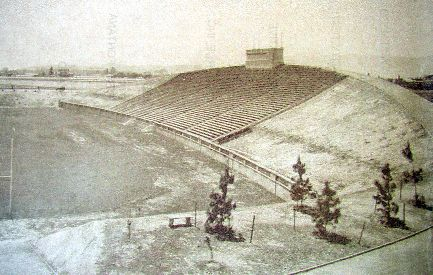
Spartan Stadium în 1933

Stadionul a fost inaugurat în 1933, când avea o capacitate de 4000 de spectatori. A fost renovat de mai multe ori de-a lungul anilor. Cea mai mare renovare a fost făcută în anii 1980, când stadionul a fost extins de la capacitatea de 18 000 la cea actuală de 30 456 spectatori. În anul 2009, a fost adăugat gazon artificial.